# Natodelegationen
Natodelegationen, Natos parlamentariska församling, är ett forum för parlamentariker från Natos medlemsländer och associerade medlemmar. Denna parlamentariska församling (NATO PA) bildades 1955 och arbetar med försvars- och säkerhetspolitiska frågor i ett brett perspektiv. Sveriges riksdag är sedan 2003 associerad medlem. Det parlamentariska samarbetet har utvecklats stegvis från 1955. Natos parlamentariska församling i sin nuvarande form började 1967–1968. Syftet med verksamheten är att skapa förståelse bland församlingens parlamentariker för de säkerhetsutmaningar som samarbetet ställs inför.
Församlingen följer Natos agenda med aktuella frågor och verksamheten präglas av Natos politiska prioriteringar och mål.

## Historia
Idén att engagera militäralliansens parlamentariker i kollektiva överläggningar om problemen med det transatlantiska partnerskapet uppstod först i början av 1950-talet och tog form i och med skapandet av en årlig konferens för Nato-parlamentariker 1955. Församlingens tillkomst återspeglade en önskan från lagstiftarnas sida att ge innehåll till premissen i Washingtonfördraget från 1949 (även känt som Nordatlantiska fördraget) att NATO var det praktiska uttrycket för en i grunden politisk transatlantisk allians av demokratier.
Grunden för samarbetet mellan Nato och NATO-PA stärktes i december 1967 när Nordatlantiska rådet (NAC) bemyndigade Natos generalsekreterare att studera hur man kan uppnå ett närmare samarbete mellan de två organen. Som ett resultat av dessa överläggningar under det följande året, genomförde Natos generalsekreterare, efter samråd med NAC, flera åtgärder för att förbättra arbetsrelationen mellan Nato och församlingen. Dessa åtgärder inkluderade att generalsekreteraren gav ett svar på alla församlingens rekommendationer och resolutioner som antogs under dess plenarsessioner.
Som svar på Berlinmurens fall i slutet av 1980-talet breddade NATO-PA sitt mandat genom att utveckla nära relationer med politiska ledare i central- och östeuropeiska länder. Dessa band i sin tur underlättade i hög grad den dialog som Nato själv inledde med regionens regeringar.

## Den svenska Natodelegationen
Den svenska Natodelegationen består av tio riksdagsledamöter, varav hälften är ordinarie ledamöter och hälften ersättare. Riksdagens delegation till Natos parlamentariska församling utses av talmannen i samråd med partiernas gruppledare i riksdagen. 
I oktober 2022 valdes följande riksdagsledamöter till att utgöra den svenska Natodelegationen:
- Hans Wallmark (M), ordförande
- Peter Hultqvist (S), vice ordförande
- Aron Emilsson (SD), ledamot
- Kerstin Lundgren (C), ledamot
- Björn Söder (SD), ledamot
- Daniel Bäckström (C), suppleant
- Karin Enström (M), suppleant
- Morgan Johansson (S), suppleant
- Mikael Oscarsson (KD), suppleant
- Markus Wiechel (SD), suppleant